# 常熟市第二人民医院
常熟市第二人民医院，是中国江苏省的一所医院，为三级乙等医院，位于常熟市虞山镇海虞南路68号。

## 规模
常熟市第二人民医院总床位377张，日门诊量440人次。